# Panaspis
Panaspis är ett släkte av ödlor. Panaspis ingår i familjen skinkar.
Arter enligt Catalogue of Life:
- Panaspis africana
- Panaspis annobonensis
- Panaspis breviceps
- Panaspis burgeoni
- Panaspis cabindae
- Panaspis helleri
- Panaspis kitsoni
- Panaspis maculicollis
- Panaspis megalurus
- Panaspis namibiana
- Panaspis nimbaensis
- Panaspis quattuordigitata
- Panaspis thomasi
- Panaspis togoensis
- Panaspis wahlbergi

Följande arter flyttades från släktet Afroablepharus till Panaspis:
- Panaspis duruarum
- Panaspis seydeli
- Panaspis tancredi
- Panaspis wilsoni